# 真静书岩
真静书岩，又名燕子岩摩崖石刻，是位于四川省武胜县真静乡书岩村燕子岩的一处石文石刻，它建于南宋，开凿在临河的环岩上，长210米，高3至6米，刻有从唐至清的书法名家篆、隶、楷、行、草各体10余幅、大小字600余个。书岩早在清朝就是“定远八景”之一，名“书岩古篆”。今为省、市、县文物保护单位。
清嘉庆、道光、咸丰、同治、宣统及民国的六部县志，都对书岩作了详细记载，评价极高。在道光年间的《续定远县志》中记有：“岩在县东26里（旧治中心镇），环岩里许皆石壁，镌前哲各体字以百数，俱阔数尺，若唐李阳冰、宋司马光、李元庚，或楷或隶或篆，各极其妙。”
历代也留下很多关于真静书岩的诗句，清定远知县姜由范诗云：“峭壁层层雁行，搜奇采访白云乡。山林赖有图书富，风雨难消翰墨香。巨笔几人留姓子，大名从古重文章。登临我亦心仪久，从负诗才不敢狂”。